# Der unbekannte Großvater
Der unbekannte Großvater ist ein deutschsprachiges Kinderbuch von Günter Görlich aus dem Jahr 1984, das von der schwierigen Rückkehr eines Großvaters zu seiner Familie handelt.

## Handlung
Paul Stojahn hat lange Zeit als Monteur vom VEB NOBAS Nordhausen im Ausland verbracht. Da über diese häufigen Auslandsaufenthalte (Sibirien, Afrika, Lappland) seine Ehe und Familie zerbrochen ist, hat er keinen Kontakt zu seinen Angehörigen. Das Buch beginnt mit dem Aufeinandertreffen mit seinem Enkel Markus, der sowohl von seiner Existenz als auch von der Vorgeschichte des Großvaters nichts gewusst hat. Der Großvater gewinnt die Sympathie des Jungen durch Geschenke (ein Bagger in Miniaturformat), die Eltern des Jungen allerdings geraten über den Großvater in Streit. So lassen Pauls Sohn Georg wie auch Oma Renate, Paul Stojahns frühere Frau, zum Beispiel ein erstes Treffen mit dem Großvater ausfallen. 
Da dieser wiederum die Fruchtlosigkeit seiner Bemühungen um seine Familie bemerkt, entschließt er sich zu einem erneuten Auslandseinsatz zu fahren. Er verabschiedet sich mit einem Brief und dem Geschenk seines lappländischen Finndolchs bei seinem Enkel und bittet ihn, ihn nicht zu vergessen.

## Ausgaben und Übersetzungen
Der unbekannte Großvater wurde vom Kinderbuchverlag Berlin herausgegeben und erlebte bis 1989 vier Auflagen (1984, 1986, 1988, 1989). Illustriert wurde das Buch in der 3. und 4. Auflage von Konrad Golz. 

## Verfilmung
Das Buch wurde 1986 vom Fernsehen der DDR in der Regie von Gunter Friedrich verfilmt. Die Hauptrolle des Paul Stojahn spielte Kurt Böwe. Dabei sind Bagger des Nordhäuser Unternehmens NOBAS zu sehen. In der Verfilmung ist ein vergeblicher Versuch des Sohnes, mit dem Großvater zu sprechen, hinzugefügt, der so im Buch nicht vorkommt.